# Glock 38
Pour les articles homonymes, voir G38.

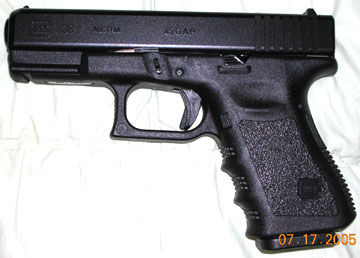
Glock 38

Le Glock 38 (G38) est la version en .45 GAP du Glock 19 produit depuis 2005.

## Identification
L'arme est de couleur noire mate. Le G38 possède des rayures de maintien  placées à l'avant et à l'arrière de la crosse,  un pontet rectangulaire se terminant en pointe sur sa partie basse et à l'avant, hausse et mire fixe. On trouve le marquage du modèle à l'avant gauche du canon. Les rainures sur la crosse ainsi que les différents rails en dessous du canon pour y positionner une lampe n'apparaissent que depuis la deuxième génération. Sur la quatrième génération, on note l'apparition d'un rail au standard "Picatinny" cranté sur toute la longueur et d'un bouton de déverrouillage du chargeur ambidextre.

## Technique
- Fonctionnement : Safe Action
- Munition :	.45 GAP
- Longueur totale : 174 mm
- Longueur du canon : 102 mm
- Capicité du chargeur : 8 cartouches
- Masse de l'arme avec un chargeur vide : 685 g
- Masse de l'arme avec un chargeur plein : 	905 g